# Hadromychus chandleri
Hadromychus chandleri är en skalbaggsart som beskrevs av Bousquet och Richard Leschen 2002. Hadromychus chandleri ingår i släktet Hadromychus och familjen svampbaggar. Inga underarter finns listade i Catalogue of Life.